# Eddie Floyd
Eddie Floyd, (Montgomery, 1935. június 25. vagy 1935. január 25. –) amerikai R&B és soul-énekes, dalszerző. Leginkább a Stax Recordsnál végzett munkáiról volt ismert az 1960-as és 1970-es években, beleértve a No. 1 R&B slágert, a „Knock on Wood”-t.

## Pályafutása
Eddie Floyd a The Falcons együttes énekeseként váltotta fel Wilson Pickettet. Az 1960-as évek végén több szólóslágere is volt, amelyek közül 12 bekerült az amerikai Billboard Hot 100-ba. Legnagyobb slágere a „Knock on Wood”, amelyet Steve Cropperrel írt 1965-ben. Ezt a dalt sokszor feldolgozták, így Például David Bowie, James Taylor, Eric Clapton, Otis Redding és Ella Fitzgerald. A legsikeresebb verzió Amii Stewarté volt, aki 1979-es verziójával az amerikai slágerlisták első helyére került.
A második Blues Brothers-filmben Floyd Wilson Pickettel és Jonny Langgal szerepelt egy jelenetben, és turnézott is a The Blues Brothers zenekarral.

## Albumok
- Knock on Wood – (1967)
- Looking Back – (1968)
- I've Never Found a Girl – (1969)
- Rare Stamps – (1969)
- You've Got to Have Eddie – (1969)
- California Girl – (1970)
- Down to Earth – (1971)
- Baby Lay Your Head Down – (1973)
- Soul Street – (1974)
- Experience – (1978)
- Flashback – (1988
- Red, White & Blues (The Blues Brothers Band)
- Gotta Make a Comeback – (1999)
- To the Bone – (2002
- Eddie Loves You So – (2008)
- At Christmas Time – (2012)
- Down by the Sea – (2013)

## Filmek
- Eddie Floyd az IMDb-n[2]

## Díjak
- 2002: Memphis Sound Award
- 2002: Alabama Music Hall of Fame